# Ombudsman

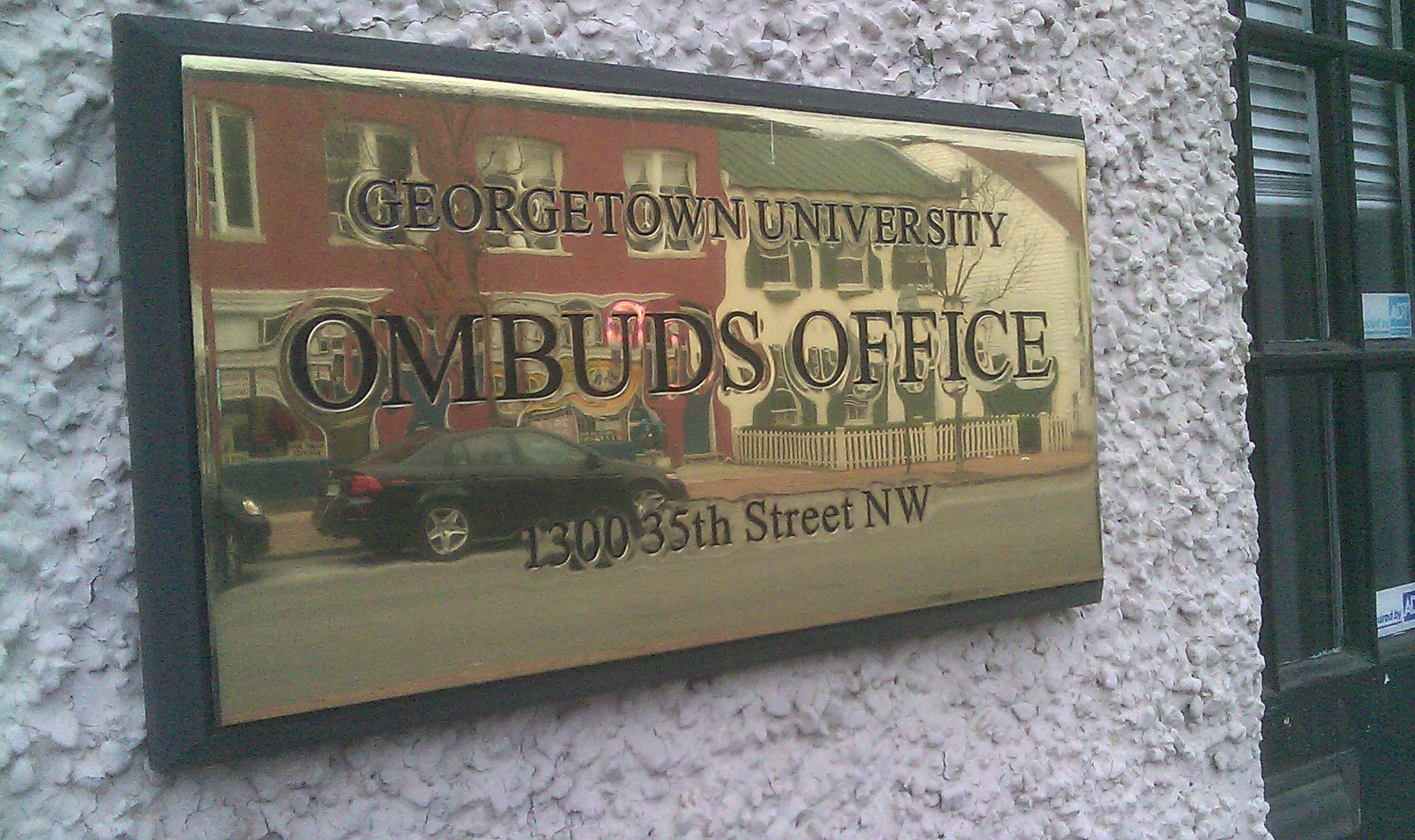
Skylt vid Georgetown Universitet Washington D.C.

En ombudsman är ett ombud med uppdrag att representera en annan person, ett företag och så vidare, exempelvis i rättsliga sammanhang eller vid förhandlingar. Ordet används bland annat om funktionärer i politiska och fackliga organisationer, men även om företagsjurister.
I politiken betecknar ombudsman allmänt en statlig tjänsteman med uppdrag att skydda medborgarna mot olagliga åtgärder, främst myndighetsmissbruk.
Internationellt inkluderas begreppet ombudsman ofta i rättighetsbegreppen, såsom mänskliga rättigheter och liknande med myndighetsstatus som exempelvis i Australiens stater.

## Ursprung och etymologi
Ordets ursprung finns i fornsvenskans umbuðsmann och i ordet umbuds man, som betyder representant. Det första dokumenterade bruket av ordet är på svenska[källa behövs]. I den danska Jyskelagen från 1241 är termen umbozman och står för en kunglig myndighetsperson i ett härad. Från 1552 används ordet även i andra nordiska språk såsom det isländska "umboðsmaður", det norska "ombudsmann" och det danska "ombudsmand".
Den moderna användningen av termen började i Sverige, med Justitieombudsmannen som instiftades genom 1809 års regeringsform. Införandet skulle säkerställa medborgarnas rättigheter genom att skapa en myndighet som var oberoende av den verkställande makten. Föregångsämbetet var ämbetet Justitiekanslern som var – och är – regeringens ombudsman, medan Justitieombudsmannen sorterar under riksdagen.
Det svenska ordet ombudsman har under 1900-talet lånats till en rad språk, bland annat engelskan, nederländskan, tyskan och ryskan.

## Statligt reglerade ombudsmän i Sverige
Sverige har eller har haft ett antal officiella ombudsmän,
- Justitieombudsmannen (JO) eller Riksdagens ombudsmän, som institutionen egentligen heter.
- Justitiekanslern (JK) är regeringens ombudsman.
- Militieombudsmannen är numera avskaffad.
- Jämställdhetsombudsmannen (JämO) inrättades 1980 med uppgift att övervaka efterlevnaden av jämställdhetslagen, numera avskaffad.
- Konsumentombudsmannen (KO) var tidigare en egen myndighet. Sedan 1976 betecknas generaldirektören för Konsumentverket konsumentombudsman.
- Ombudsmannen mot etnisk diskriminering (DO) var en statlig myndighet 1986–2009.
- Ombudsmannen mot diskriminering på grund av sexuell läggning (HomO) var en statlig myndighet inrättad 1999–2009.
- Handikappombudsmannen (HO) avskaffades 2009.
- Diskrimineringsombudsmannen (DO) inrättades 2009.
- Barnombudsmannen (BO).
- Barn- och elevombudet (BEO) ingår i Statens skolinspektion.

DO inledde sin verksamhet den 1 januari 2009. Myndigheterna Ombudsmannen mot etnisk diskriminering, Jämställdhetsombudsmannen (JämO), Handikappombudsmannen (HO) och Ombudsmannen mot diskriminering på grund av sexuell läggning (HomO) avvecklades i samband med inrättandet av DO.
Justitieombudsmännen vid Riksdagens ombudsmän är fyra till antalet och tillsätts av riksdagen. DO med flera ombudsmän däremot, tillsätts av regeringen. Även justitiekanslern betecknas som ombudsman – denne är nämligen regeringens egen ombudsman.

## Andra självreglerande ombudsmän i Sverige
Bland ombudsmän som inte är statliga myndigheter (eller del av sådana) kan nämnas
- Pressombudsmannen (egentligen allmänhetens pressombudsman, vanligen benämnd PO) är knuten till mediabranschen.
- Reklamombudsmannen är en stiftelse som bildades 2009 av bland annat Sveriges annonsörer.
- Sameombudsmannen: Tomas Cramér var 1962–1997 anställd som samernas ombudsman av Svenska Samernas Riksförbund, respektive Landsförbundet Svenska Samer.
- Slöseriombudsmannen: (SlösO) är en post inrättad av Skattebetalarnas förening, med uppdrag att granska användningen av skattemedel och ta emot anmälningar från dem som upplever att skattemedel slösas.